# اسماعیل کوشان
اسماعیل کوشان (زاده ۱۲۹۶ – درگذشته ۱۳۶۲) فیلم‌نامه‌نویس، کارگردان، تهیه‌کننده و فیلم‌بردار اهل ایران و دارای مدرک تحصیلی دکترای اقتصاد بود.

## زندگی هنری
وی فعالیت هنری را سال ۱۳۲۴ در استودیو سس فیلم کشور ترکیه با دوبله آغاز کرد و پس از بازگشت به ایران سال ۱۳۲۵ استودیو میترا فیلم و سال ۱۳۳۰ استودیو پارس فیلم را تأسیس کرد. از دیگر فعالیت‌های کوشان می‌توان به انتشار مجله عالم هنر و ریاست اتحادیه صنایع فیلم ملی ایران سال ۱۳۴۸ اشاره کرد.
اسماعیل کوشان ملقب به پدر سینمای ایران است و زمانی که در ترکیه بود فیلم دختر فراری را از فرانسوی به زبان‌فارسی دوبله کرده‌است؛ و این اولین فیلم خارجی دوبله شده در تاریخ سینمای ایران است. همچنین فیلم سینمایی شرمسار (۱۳۲۹) نخستین فیلمفارسی موفق ایران و توفیق آن در گیشه انگیزه ای شد تا پس از آن تولید فیلمفارسی در کشور به‌سرعت پا بگیرد.
وی برادر محمود کوشان (کارگردان و فیلمبردار) و پدر کوروش کوشان (بازیگر) و داریوش کوشان (کارگردان) است.

## کارگردان
- جنگجویان کوچولو (۱۳۵۲)
- اسیر (۱۳۵۱)
- ماه پیشونی (۱۳۵۰)
- شیرین و فرهاد (۱۳۴۹)
- نسل شجاعان (۱۳۴۸)
- غروب بت پرستان (۱۳۴۷)
- گوهر شب چراغ (۱۳۴۶)
- نسیم عیار (۱۳۴۶)
- امیرارسلان نامدار (۱۳۴۵)
- حسین کرد (۱۳۴۵)
- مرد نامرئی (۱۳۴۵)
- دزد بانک (۱۳۴۴)
- ابرام در پاریس (۱۳۴۳)
- اشک‌ها و خنده‌ها (۱۳۴۲)
- دوستت دارم (۱۳۴۲)
- انتقام روح (۱۳۴۱)
- اهریمن زیبا (۱۳۴۱)
- کلاه‌مخملی (۱۳۴۱)
- دندان افعی (۱۳۴۰)
- سایه سرنوشت (۱۳۴۰)
- شیرفروش (۱۳۳۹)
- عروس فراری (۱۳۳۷)
- افسونگر (۱۳۳۲)
- دزد عشق (۱۳۳۱)
- مادر (۱۳۳۱)
- مستی عشق (۱۳۳۰)
- شرمسار (۱۳۲۹)
- زندانی امیر (۱۳۲۷)

## نویسنده
- شیر خفته (۱۳۵۵)
- هیچکی بابا نمیشه (۱۳۵۴)
- خوشگلا عوضی گرفتین (۱۳۵۳)
- جنگجویان کوچولو (۱۳۵۲)
- قربون هرچی خوشگله (۱۳۵۲)
- اسیر (۱۳۵۱)
- دختر فراری (۱۳۵۰)
- شوفر خوشگله (۱۳۵۰)
- شیرین و فرهاد (فیلم ۱۳۴۹) (۱۳۴۹)
- میوه گناه (۱۳۴۹)
- غروب بت پرستان (۱۳۴۷)
- گوهر شب چراغ (۱۳۴۶)
- امیرارسلان نامدار (فیلم ۱۳۴۵) (۱۳۴۵)
- حسین کرد (۱۳۴۵)
- مرد نامرئی (۱۳۴۵)
- دزد بانک (۱۳۴۴)
- آراس خان (۱۳۴۲)
- انتقام روح (۱۳۴۱)
- اهریمن زیبا (۱۳۴۱)
- سایه سرنوشت (فیلم) (۱۳۴۰)
- آرشین مالالان (فیلم ۱۳۳۹) (۱۳۳۹)
- زندانی امیر (۱۳۲۷)

## تهیه‌کننده
- نفس‌گیر (۱۳۵۷)
- سکوت بزرگ (فیلم ۱۳۵۶) (۱۳۵۶)
- سلام تهران (۱۳۵۶)
- با هم ولی تنها (۱۳۵۵)
- شادی‌های زندگی (۱۳۵۵)
- شیر خفته (۱۳۵۵)
- گل خشخاش (فیلم) (۱۳۵۵)
- پاشنه طلا (۱۳۵۴)
- مادر دوستت دارم (۱۳۵۴)
- نی‌زار (فیلم) (۱۳۵۴)
- هیچکی بابا نمیشه (۱۳۵۴)
- اوستا کریم نوکرتیم (۱۳۵۳)
- بزن بریم دزدی (۱۳۵۳)
- خوشگلا عوضی گرفتین (۱۳۵۳)
- دروغگوی کوچولو (۱۳۵۳)
- مرغ همسایه (۱۳۵۳)
- جبار سرجوخه فراری (۱۳۵۲)
- جنگجویان کوچولو (۱۳۵۲)
- شیخ صالح (۱۳۵۲)
- قربون هرچی خوشگله (۱۳۵۲)
- گدای میلیونر (۱۳۵۲)
- آبنبات‌چوبی (فیلم ۱۳۵۱) (۱۳۵۱)
- اسیر (فیلم) (۱۳۵۱)
- بابا نان داد (۱۳۵۱)
- عباسه و جعفر برمکی (۱۳۵۱)
- مرغ تخم طلا (۱۳۵۱)
- مهدی مشکی و شلوارک داغ (۱۳۵۱)
- پهلوان مفرد (۱۳۵۰)
- دختر فراری (۱۳۵۰)
- زن یکشنبه (۱۳۵۰)
- شوفر خوشگله (۱۳۵۰)
- ماه‌پیشونی (فیلم ۱۳۵۰) (۱۳۵۰)
- دزد و پاسبان (۱۳۴۹)
- میوه گناه (۱۳۴۹)
- جیب بر خوشگله (۱۳۴۸)
- عدل الهی (فیلم) (۱۳۴۸)
- گرفتار (فیلم ۱۳۴۸) (۱۳۴۸)
- نسل شجاعان (۱۳۴۸)
- غروب بت پرستان (۱۳۴۷)
- گرداب گناه (۱۳۴۷)
- یوسف و زلیخا (فیلم) (۱۳۴۷)
- بندرگاه عشق (۱۳۴۶)
- گوهر شب چراغ (۱۳۴۶)
- مرد دو چهره (۱۳۴۶)
- نسیم عیار (۱۳۴۶)
- امیرارسلان نامدار (فیلم ۱۳۴۵) (۱۳۴۵)
- حسین کرد (۱۳۴۵)
- شوخی نکن دلخور می شم (۱۳۴۵)
- مرد نامرئی (۱۳۴۵)
- دزد بانک (۱۳۴۴)
- ابرام در پاریس (۱۳۴۳)
- آراس خان (۱۳۴۲)
- اشک‌ها و خنده‌ها (۱۳۴۲)
- دوستت دارم (۱۳۴۲)
- مردها و جاده‌ها (۱۳۴۲)
- انتقام روح (۱۳۴۱)
- اهریمن زیبا (۱۳۴۱)
- سوداگران مرگ (فیلم) (۱۳۴۱)
- کلاه‌مخملی (فیلم) (۱۳۴۱)
- بیوه‌های خندان (۱۳۴۰)
- تازه‌به‌دوران‌رسیده (فیلم) (۱۳۴۰)
- دام عشق (۱۳۴۰)
- دندان افعی (۱۳۴۰)
- سایه سرنوشت (فیلم) (۱۳۴۰)
- آرشین مالالان (فیلم ۱۳۳۹) (۱۳۳۹)
- شیرفروش (۱۳۳۹)
- پسر دریا (۱۳۳۸)
- چشمه آب حیات (۱۳۳۸)
- دوقلوها (فیلم ۱۳۳۸) (۱۳۳۸)
- بیژن و منیژه (فیلم) (۱۳۳۷)
- شاباجی خانم (۱۳۳۷)
- طلسم شکسته (۱۳۳۷)
- عروس فراری (فیلم ۱۳۸۳) (۱۳۳۷)
- ظالم بلا (۱۳۳۶)
- قزل ارسلان (فیلم) (۱۳۳۶)
- یعقوب لیث صفاری (فیلم) (۱۳۳۶)
- اتهام (فیلم ۱۳۳۵) (۱۳۳۵)
- یوسف و زلیخا (۱۳۳۵)
- راهزن (فیلم ۱۳۳۴) (۱۳۳۴)
- آغا محمدخان قاجار (فیلم ۱۳۳۳) (۱۳۳۳)
- دسیسه (فیلم) (۱۳۳۳)
- شاهین طوس (۱۳۳۳)
- افسونگر (۱۳۳۲)
- شب‌های تهران (فیلم ۱۳۳۲) (۱۳۳۲)
- غفلت (فیلم ۱۳۳۲) (۱۳۳۲)
- دزد عشق (۱۳۳۱)
- مادر (فیلم ۱۳۳۱) (۱۳۳۱)
- مستی عشق (۱۳۳۰)
- شرمسار (۱۳۲۹)
- واریته بهاری (۱۳۲۸)
- زندانی امیر (۱۳۲۷)

## فیلمبردار
- واریته بهاری (۱۳۲۸)
- زندانی امیر (۱۳۲۷)
- طوفان زندگی (۱۳۲۷)